# Villa della Pergola
La Villa della Pergola è una storica residenza di Alassio in Italia.

## Storia
I terreni sulla collina di Alassio sui quali sorge la villa vennero comprati nel 1876 dal generale William Montagu Scott McMurdo, il quale, insieme al connazionale George Henderson Gibb, fu tra i primi britannici a trascorrere il periodo invernale nella località di Alassio.
Il generale McMurdo fece quindi edificare su una preesistente residenza dei Conti della Lengueglia, un villino in stile anglo-indiano battezzato "Casa Napier" in onore del suocero, il generale Sir Charles Napier. La villa vera e propria, di stile eclettico, venne invece eretta a partire dal 1880.
A partire dal 1922 la proprietà appartenne in seguito alla famiglia Hanbury.
Durante il periodo bellico, la tenuta rimase chiusa e sottoposta a confisca. A causa della mancanza di manutenzione e delle intrusioni di animali selvatici, si verificò un significativo deterioramento del parco, una situazione che peggiorò durante l'occupazione delle truppe tedesche tra il 1943 e il 1945.
A partire dai primi anni '80 la proprietà passò temporaneamente alla famiglia De Martini, che eseguì alcuni interventi di restauro limitati esclusivamente agli edifici.
Nel 2006, il Parco e le ville furono oggetto di una vendita all'asta giudiziaria e successivamente acquistati da un gruppo guidato da Silvia e Antonio Ricci. In collaborazione con le autorità competenti, sono state effettuate azioni di conservazione e recupero per preservare le dimore storiche e il giardino, che successivamente è stato restituito alla fruizione pubblica.

## Descrizione
Le due ville principali presentano uno stile eclettico.
Un elemento di rilievo è dato dalla cupola rivestita in maioliche policrome di Albisola. Le ville, oggi parte di Relais & Châteaux, sono immerse in un vasto parco visitabile, ricco di specie botaniche esotiche.

## I Giardini
I Giardini della Villa della Pergola si sviluppano attorno alle due ville principali e sono situati in una posizione privilegiata con vista sul mare e sono visitabili con visite guidate.
Coprono un'area di 2.2 ettari e furono realizzati a partire dal XIX secolo e grazie alle azioni intraprese dalle diverse proprietà, i giardini combinano armoniosamente la tipica vegetazione mediterranea con una ricca varietà di piante esotiche.
L'intervento dei McMurdo si distinse principalmente per la trasformazione di un antico podere agricolo ligure in un sontuoso parco, attraverso l'introduzione di numerose piante ornamentali e l'uso di balaustre per delimitare i punti panoramici più suggestivi. Su questo impianto, a partire dal 1922 ad opera della famiglia Hanbury, il parco della villa conobbe un periodo di notevole sviluppo ed è in questo periodo che assunse un aspetto sempre più esotico e ricco dal punto di vista botanico. Furono intraprese azioni sistematiche per arricchire le collezioni di piante, che compresero l'aggiunta di splendidi esemplari di palme come le washingtonie, le dattilifere, le canariensis, oltre alle cycas messicane.
Dopo la grande opera di recupero avvenuta con la nuova proprietà, a partire dal 2006, sono stati curati dall'architetto paesaggista Paolo Pejrone. Una delle caratteristiche distintive del parco è la sua flora sempreverde che si combina con le piante tropicali portate in loco famiglia Hanbury, una commistione che comprende alberi come i pini marittimi, gli ulivi, i cipressi e i cedri del Libano che si mescolano armoniosamente con piante esotiche come jacarande, strelitzie giganti, araucarie e un esemplare della rara Wollemia Nobilis.
Un aspetto significativo dei Giardini della Villa della Pergola è la creazione di rinomate collezioni botaniche: la collezione di glicini è considerata la più importante in Italia, con circa 40 varietà diverse e la collezione degli agapanthus che conta oltre 500 specie diverse, la più grande d'Europa per quantità di esemplari e numero di specie differenti. Inoltre, il parco ospita una vasta collezione di alberi d'agrumi provenienti da diverse parti del mondo.
I Giardini hanno vinto il concorso "il Parco più bello d'Italia" 2022/2022.
Dal 2025 sono Partner Garden della Royal Horticultural Society, uno dei pochi Giardini a vantare questo riconoscimento fuori dal Regno Unito.

## Galleria d'immagini

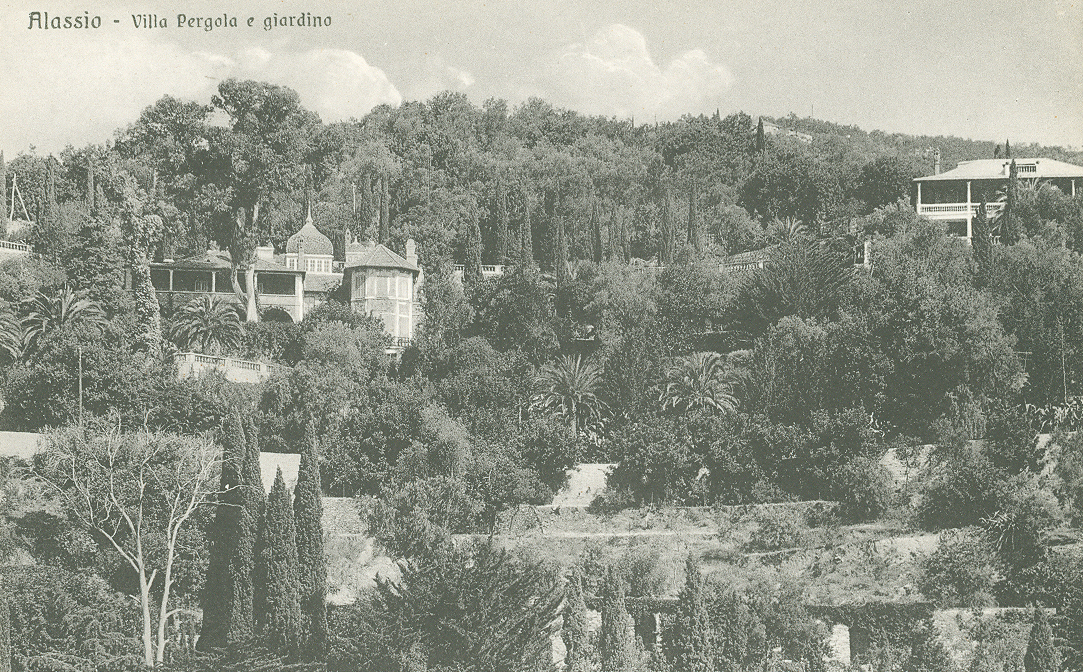